# Gelis prosthesimae
Gelis prosthesimae là một loài tò vò trong họ Ichneumonidae.